# Wolffradt (Adelsgeschlecht)

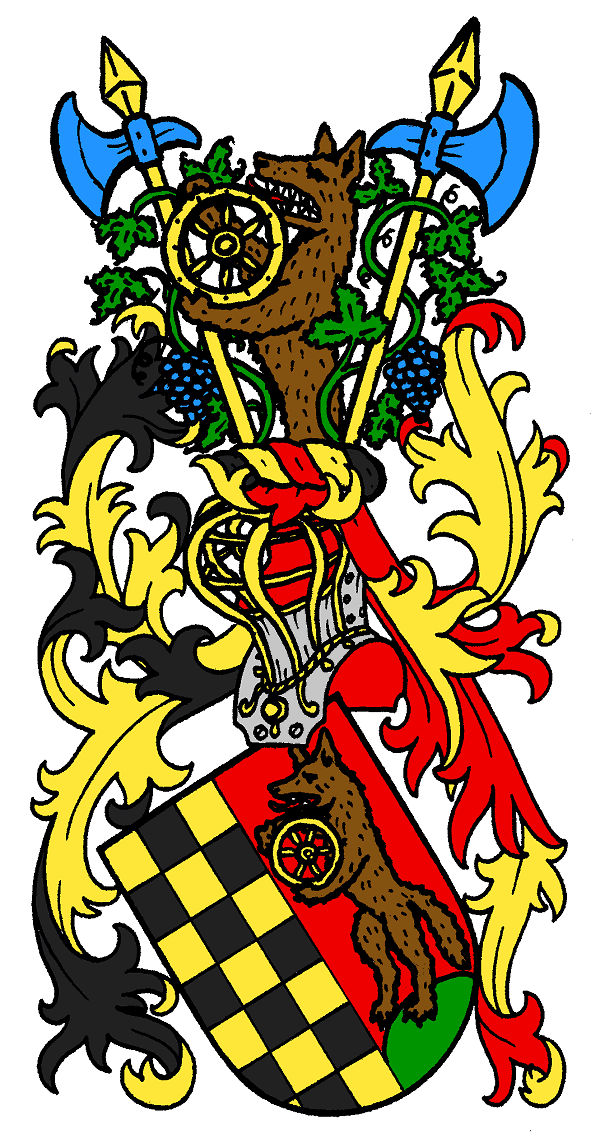
Wappen derer von Wolffradt

Wolffradt, früher Wulffrath, in Schweden Wulfrath, ist der Name eines vorpommerschen Adelsgeschlechts niederländischer, bürgerlicher Herkunft, das in Vorpommern zu Grundbesitz und später in Schweden, Mecklenburg und Preußen in bedeutende Positionen gelangte. Zweige der Familie bestehen bis heute fort.

## Geschichte

### Pommern
Die gesicherte Stammreihe des Geschlechts beginnt mit Hermann Wulfrat, Weinhändler und Bürgermeister der Hansestadt Deventer in der niederländischen Provinz Overijssel. Dieser flüchtete 1567 infolge der religiösen Verwerfungen des Achtzigjährigen Krieges in die Hansestadt Stralsund, wo sein gleichnamiger Sohn († 1622) ebenfalls Weinhändler wurde. In der dritten Generation konnte die Familie in Stralsund bereits einen (geadelten) Ratsherren stellen und in der vierten Generation den Kanzler von Schwedisch-Pommern.
Bernd Wullfrath (* 1600; † 1660) Erbherr auf und Schmatzin, Ratsmitglied in Stralsund, wurde 1647 von der schwedischen Königin Christina nobilitiert und in die schwedische Adelsklasse (Nr. 563) introduziert. Bernd (oder Behrend) war 1645 auf 50 Jahre in den Pfandbesitz einiger Güter des Joachim Kuno von Owstin gelangt, die in Lüssow 18 Landhufen und den Horn'schen Hof mit 2 Landhufen umfassten.
Sein Sohn Hermann von Wolffradt (* 1629; † 1684) war von 1680 bis an sein Lebensende Kanzler der Regierung Schwedisch-Pommerns in Stralsund. Er war seit 1658 mit Christine Rehnskiöld (1640–1707) verheiratet, der Tochter des Regierungsrates Gerdt Anton Rehnskiöld und Halbschwester des schwedischen Feldmarschalls unter König Karl XII., Carl Gustaf Rehnskiöld. Der Ehe entstammten sieben Söhne und sechs Töchter. Nach dem Tod seines Vaters 1660 erhielt Hermann den pommerschen – auf dem Festland gelegenen – Teil des Familienbesitzes, während sein jüngerer Bruder Berendt II. (1643–1693) den rügenschen Anteil und Flächen auf Hiddensee erbte. 1652 erwarb Behrend II. Gut Schmatzin und 2 Höfe in Polzin. 1671 wurde dem Sohn Behrends II., Hermann Alexander, dem Landvogt von Rügen, durch die Regierung in Stralsund der Besitz des Gutes Schmatzin mit dem Vorwerk Schlatkow bestätigt. 1670 kaufte Hermann I. von der Familie von Owstin die schon in seinem Pfandbesitz befindlichen Güter Owstin und Lüssow und erweiterte seinen Anteil an letzterem durch den Erwerb mehrerer Bauernhöfe. Der dritte Sohn von Hermann I. und Christine Rehnskiöld, Hermann Christian, wurde 1720 von Herzog Karl Leopold zum Kanzler von Mecklenburg-Schwerin ernannt, fiel jedoch in Ungnade und wurde 1723 hingerichtet. Sein jüngerer Bruder Carl Gustav wurde schwedischer General. Nachdem der letzte der Brüder, Behrend Christoph, 1732 gestorben war, wurde der gesamte Familienbesitz in Carl Gustavs Hand vereinigt. Nach seinem Tod erhielten die drei überlebenden Söhne aus erster Ehe das verpfändete Gut Schmatzin, die fünf aus der zweiten Ehe Lüssow, das verpfändete Gut Owstin und den Anteil in Polzin.
Auch in späteren Generationen stellte die Familie noch einige Landvögte von Rügen, Generäle und einen Minister. Der nachmalige schwedische Generalleutnant Baltzar Philip von Wolffradt (* 1712; † 1784), wurde im Jahre 1772 in Stockholm von König Gustav III. in den Freiherrnstand gehoben. Er starb unvermählt und ohne Leibeserben, weswegen die Nobilitierung ohne Auswirkungen auf das Gesamtgeschlecht blieb.
Johann Friedrich Wilhelm Wolffradt (* 1782), der natürliche Sohn des preußischen Generals Erich Magnus von Wolffradt (* 1735; † 1799), wurde, nach seiner Legitimation, im Jahre 1800 in Wien in den Reichsadelsstand erhoben.
Der Staatsminister des Inneren des Königreichs Westphalen, Gustav Anton von Wolffradt (* 1762; † 1833), wurde im Jahre 1810 von Jérôme Bonaparte in den Grafenstand erhoben, das Patent wurde jedoch erst 1812 förmlich vollzogen. Dieser war zwar vermählt, verstarb jedoch ebenfalls ohne Leibeserben.
1848 wurde Wolfradshof als Vorwerk von Gut Schlatkow mit dem Namen „Wolffradtshof“ gegründet. Es wurde Sitz der Familie und deshalb mit Regierungserlass ab 5. Januar 1850 nach dieser benannt. Erster Bewirtschafter war der dritte Sohn von Besitzer Ernst Hermann Samuel von Wolffradt, Carl Friedrich Wilhelm von Wolffradt.
Hermann von Wolfradt (* 1816; † 1841) vererbte die Lüssow'schen Güter mit Owstin, Klein Polzin und Consages an seinen Vetter Achim von Voß, der sich seitdem wie auch seine Deszendenten von Voß-Wolffradt nannte, das war eine Bedingung des Testamentes von Hermann von Wolffradt. Diese Linie der Voß-Wolffradt führte aber das Voß´sche Wappen, der letzte Besitzer der Lüssow´schen Güter Vicco von Voß-Wolffradt nahm sich beim Einmarsch der Roten Armee das Leben, nachdem er seine Familie erschossen hatte.

Besitzungen in Vorpommern
Gut Lüssow
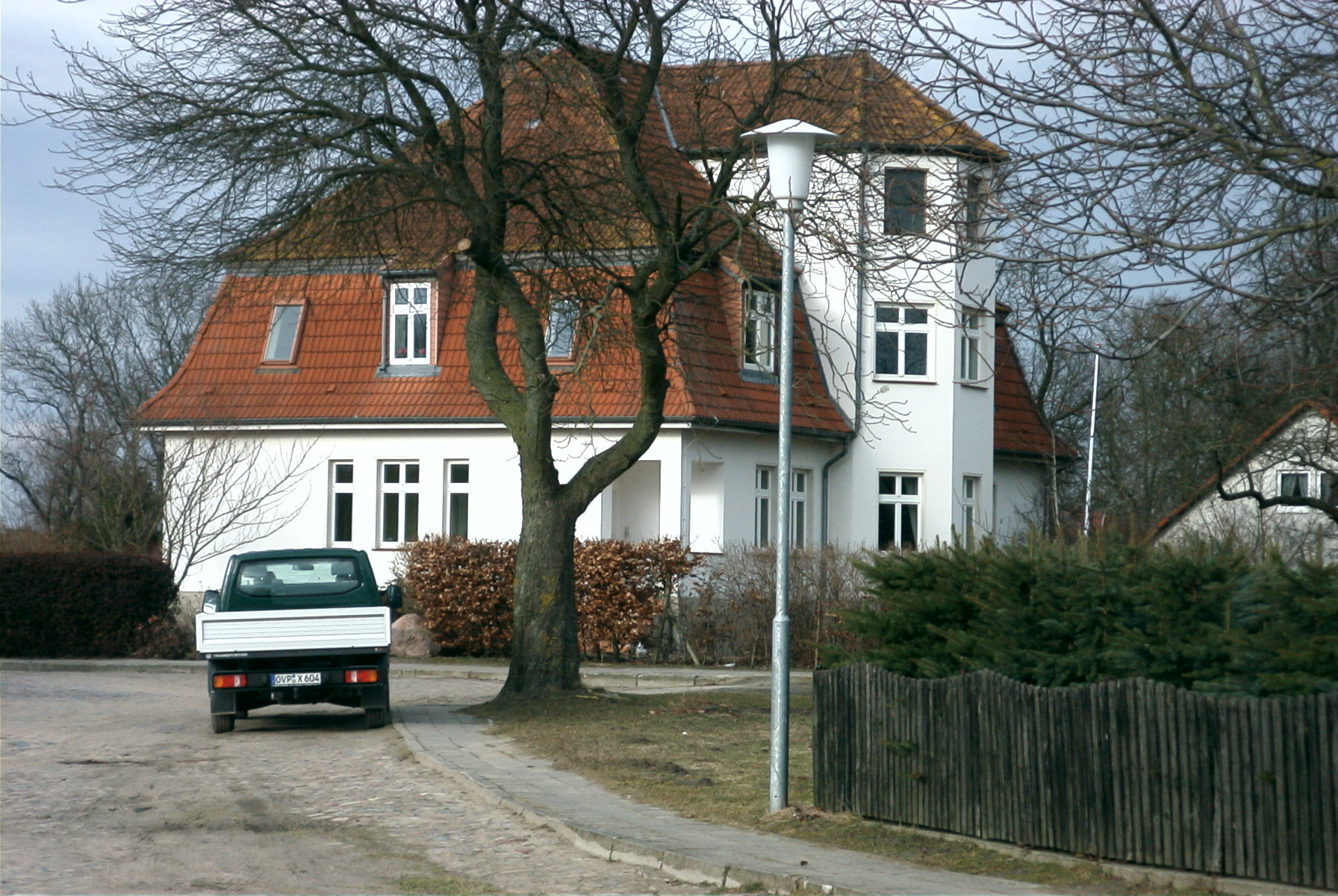
Gut Schmatzin
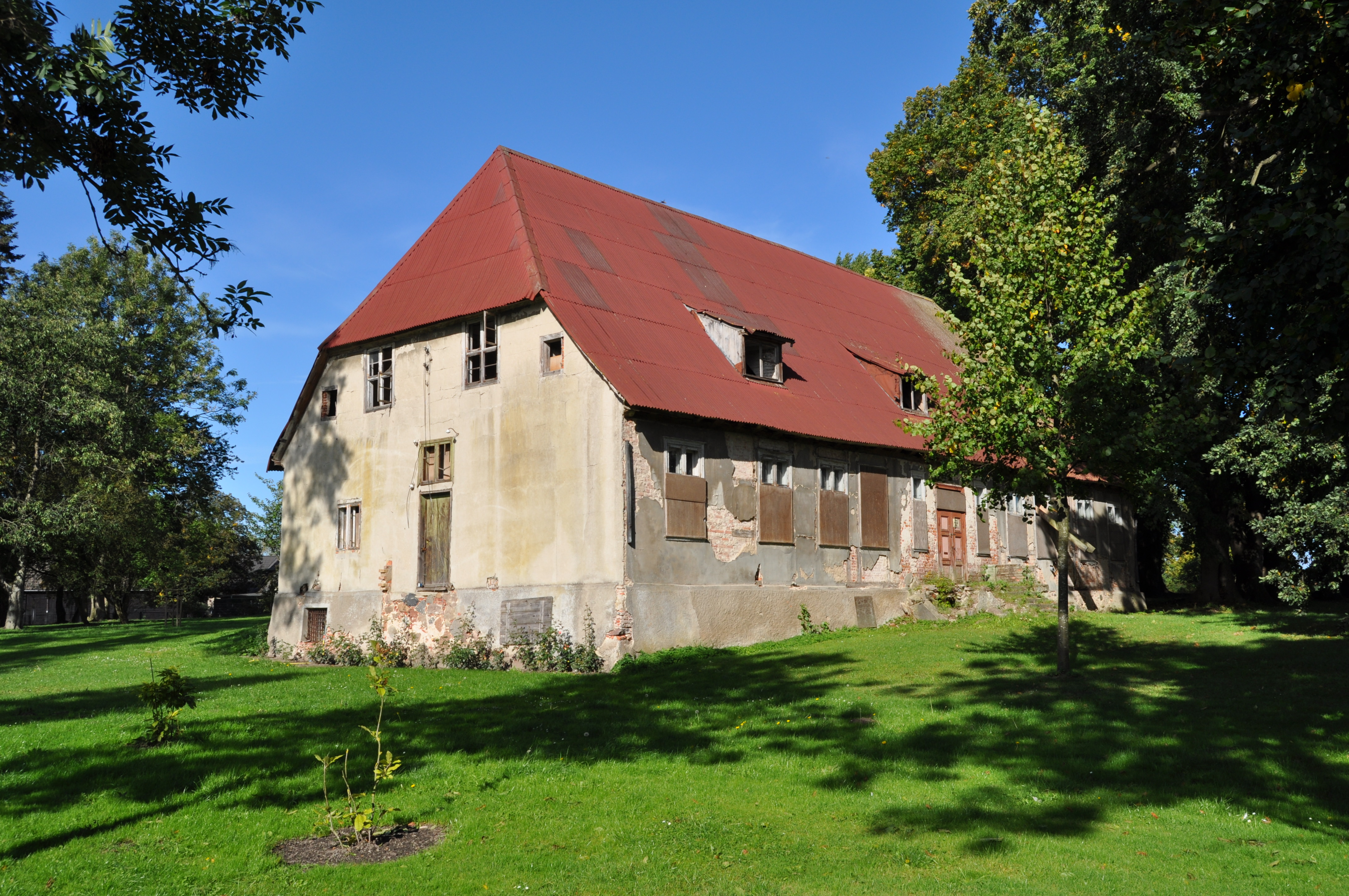
Gut Owstin
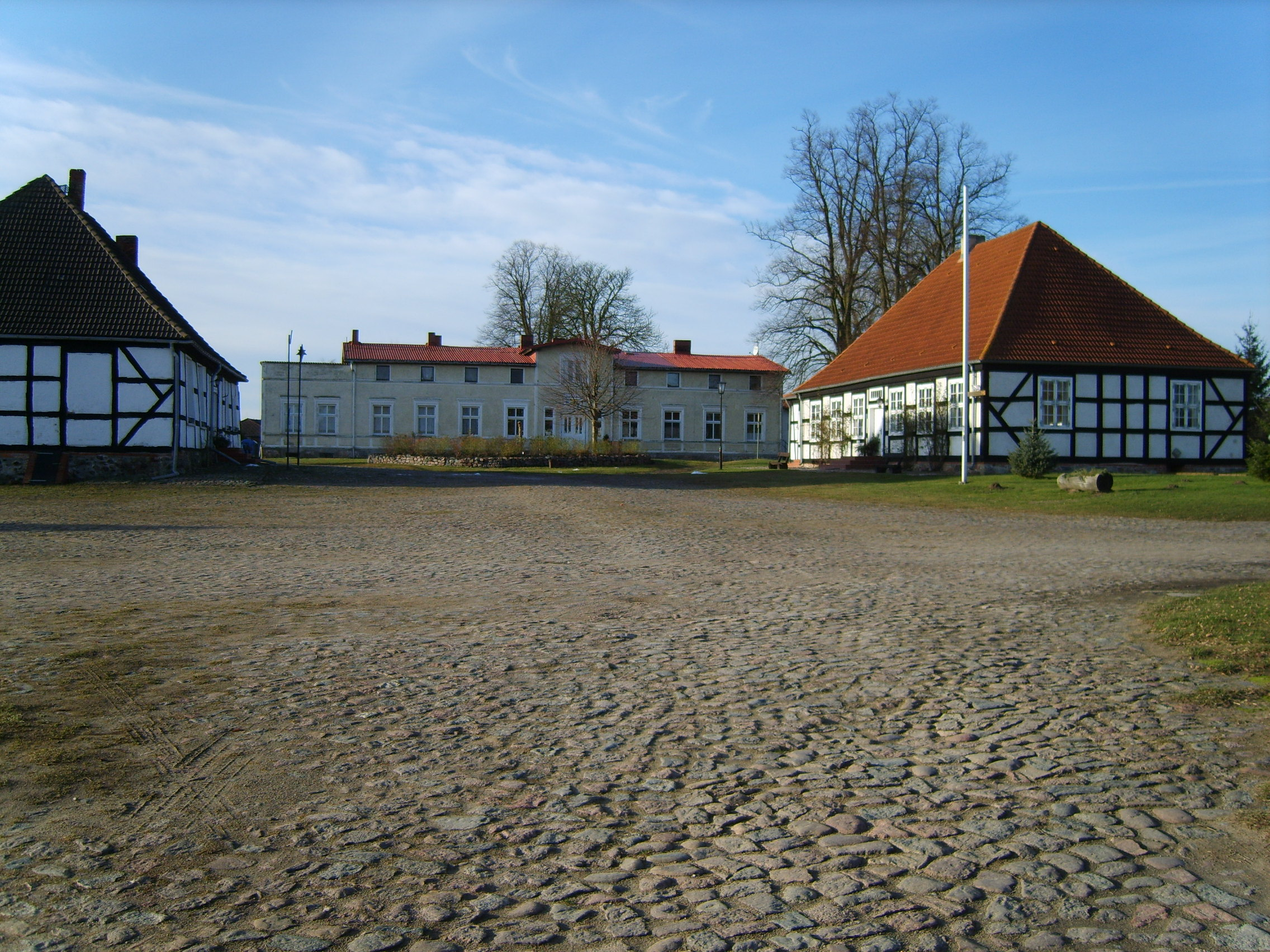
Gut Schlatkow
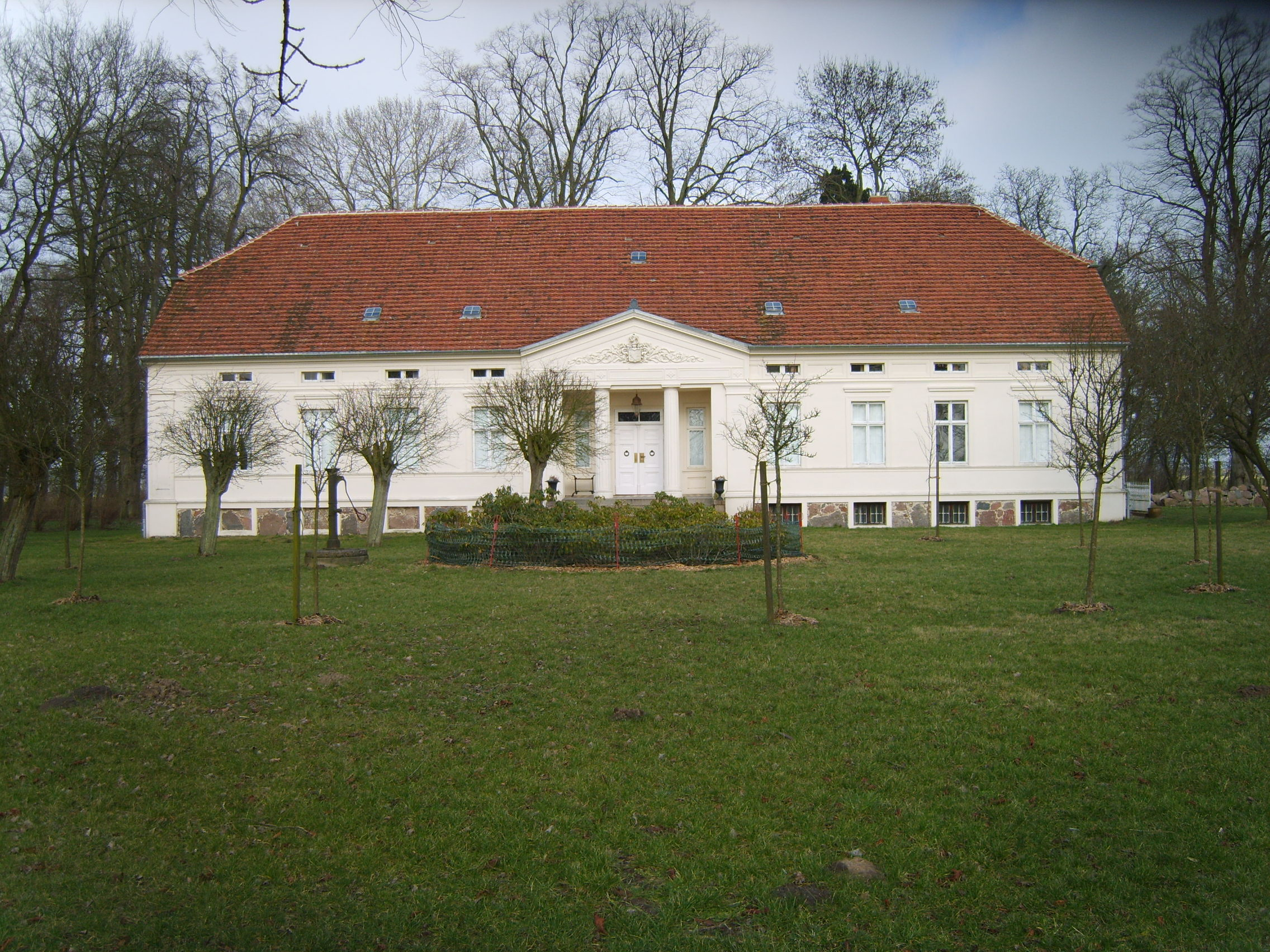
Pertinenz Wolfradshof

### Mecklenburg
Bereits im frühen 16. Jahrhundert werden in Mecklenburg adlige Namensträger von Wolffradt angetroffen, die angeblich der gleichen Familie angehören sollen. 1530 begleitete ein Friedrich von Wolffradt als Hofmarschall den Herzog Albrecht zum Reichstag nach Augsburg. 1598 war Cuno von Wolffradt Deputierter der mecklenburgischen Ritterschaft bei der Revision der Polizeiordnung.
Der in Rostock gebürtige Erbherr auf Brockhusen und Wahrsdorff sowie kurkölnische Geheime Rat und nachmalige kaiserliche Kriegsrat Adolph Wolffradt (* 1639; † 1678), Sohn der Hedwig Tancke (* 1612 Wismar; † 1647 Rostock) wurde am 15. Oktober 1670 als Edler von Wolffradt in den Reichsadelstand gehoben.
Zweifelsfrei zum vorpommerschen Stamm gehörend war der Geheime Rat und Kanzler von Mecklenburg-Schwerin Hermann Christian von Wolffradt († 1723).

## Wappen

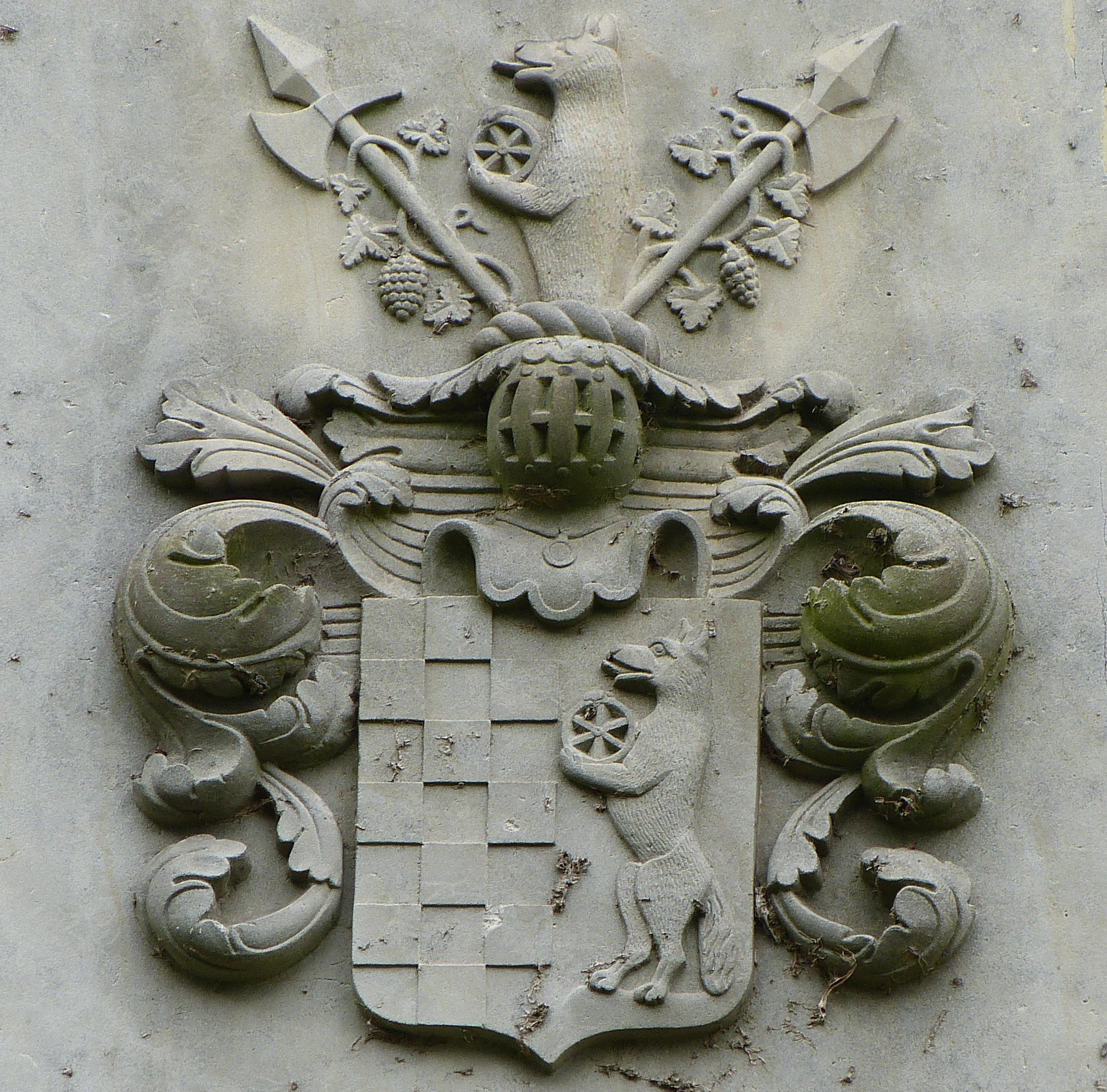
Wappen derer von Wolffradt an der Kirche in Lüssow
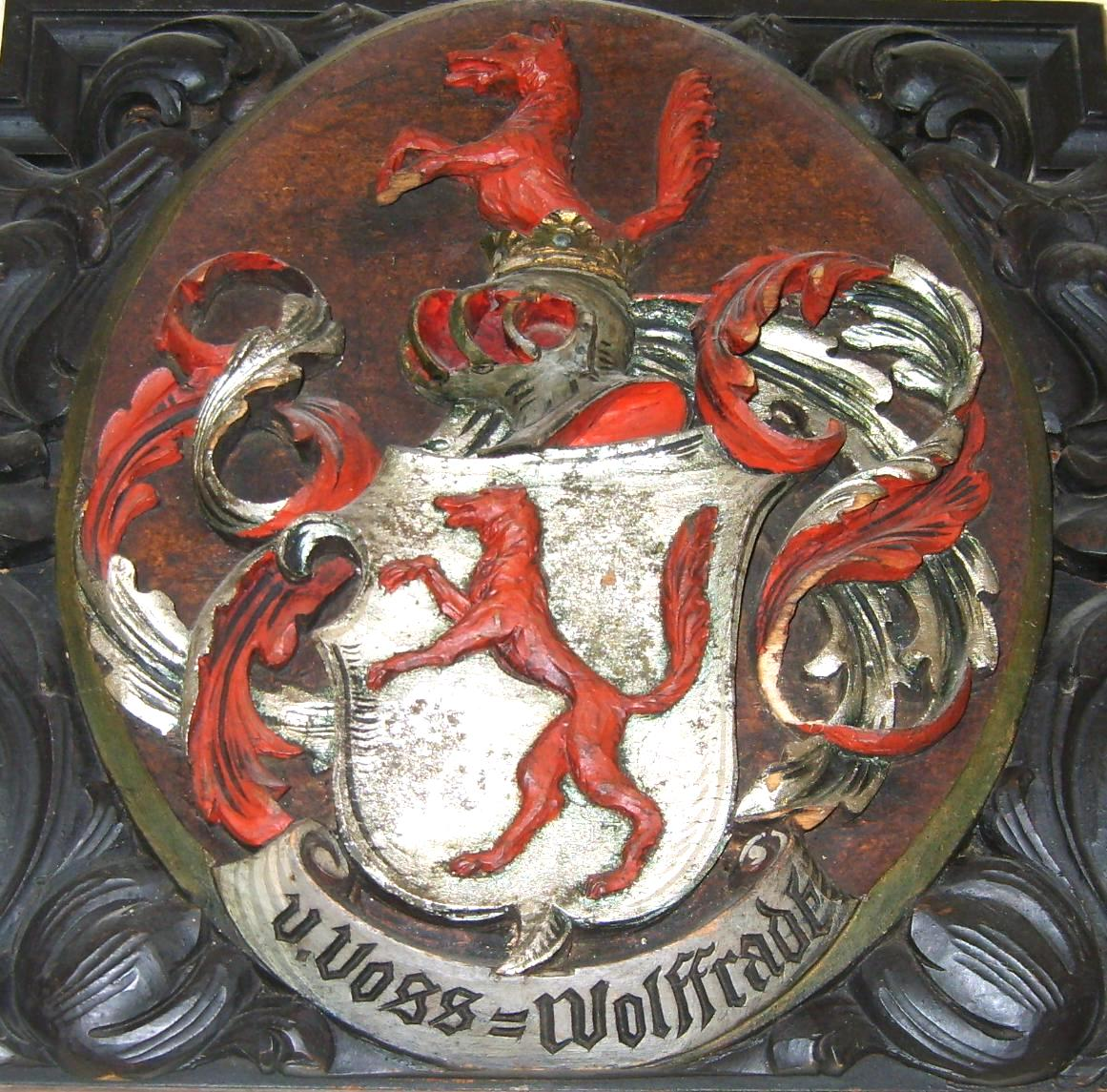
Wappen derer von Voß-Wolffradt im Kreishaus Greifswald

Das Stammwappen zeigt im gespaltenen Schild rechts einen Schach von Gold und Schwarz, links in Rot einen nach innen gekehrten, aufrechtstehenden, natürlichen Wolf auf einem grünen Hügel, in den Vorderläufen ein goldenes Wagenrad haltend. Auf dem Helm mit rechts schwarz-goldenen und links rot-goldenen Decken der Wolf wachsend, zwischen zwei blauen Hellebarden mit goldenen Stielen, je dreimal umwunden von einer Weinrebe.
Ab 1841 führten die Gutsherren von Lüssow, die Familie von Voß-Wolffradt das Voß´sche Wappen lt. einer testamentarischen Verfügung. Das Wappen stammt aus einem Wappenfries im Greifswalder Kreishaus, dort hingen die Wappen der 24 Gutsherren und 3 Städte des ständischen Kreistage des Landkreises Greifswald.

## Angehörige
- Hermann von Wolffradt (* 1629; † 1684), Kanzler von Schwedisch-Pommern
- Carl Gustav von Wolffradt (* 1672; † 1741), schwedischer General
- Hermann Christian von Wolffradt († 1723), Kanzler in Mecklenburg-Schwerin
- Berendt Christoph von Wolffradt (* 1671; † 1742), schwedischer Oberst, mit Gutsbesitz auf Kloster Hiddensee
- Hermann Alexander von Wolffradt (* 1689; † 1734), Landvogt von Rügen
- Carl Gustav von Wolffradt (* 1717; † 1794), Landvogt von Rügen
- Erich Magnus von Wolffradt (* 1735; † 1799), preußischer General der Kavallerie.
- Gustav Anton von Wolffradt (* 1762; † 1833), deutscher Jurist, Staatsminister im Königreich Westphalen